# Keizō Komura
Keizō Komura (古村 啓蔵, Komura Keizō), né le 20 juillet 1896 à Nakanojō (Empire du Japon) et mort le 7 février 1978 à Tokyo (Japon), fut un contre-amiral de la Marine impériale japonaise durant la Seconde Guerre mondiale.

## Biographie
Komura vit le jour à Nakanojō, dans la préfecture de Gunma. Issu de la 45e promotion de l’Académie navale impériale japonaise, il en sortit diplômé en 1917, se classant dixième sur quatre-vingt-neuf cadets. Aspirant, il servit tout d’abord à bord du croiseur Iwate, puis du cuirassé Settsu. Une fois promu au grade d’enseigne, il fut affecté aux vaisseaux de ligne Hizen et Suwo. Par la suite, il occupa divers postes sur le cuirassé Nagato, les destroyers Nire et Hokaze, ainsi que les croiseurs Izumo, Kako et Jintsu.
Komura, après avoir achevé ses études à l’École d’état-major de la marine en 1929, fut promu au grade de lieutenant-commandant et se vit confier le commandement du destroyer Kurtake, puis, deux ans plus tard, celui du Namikaze. De 1932 à 1934, il occupa les fonctions d’attaché naval auprès du Royaume-Uni. À son retour au Japon, il revêtit divers emplois au sein de l’état-major. Sa carrière fut couronnée par son élévation au rang de capitaine, survenue le 15 novembre 1938.
Komura, alors aux commandes du croiseur Chikuma, prit part à l’attaque de Pearl Harbor le 7 décembre 1941. Par la suite, il s’illustra dans les opérations navales menées par la force aéronavale japonaise dans l’océan Indien. Il fut de plusieurs engagements majeurs, notamment la bataille de Midway et celle de Santa Cruz, où son rôle fut attesté par les chroniques militaires. .
Komura exerça le commandement du cuirassé Fusō de décembre 1942 à juin 1943, puis assuma celui du Musashi de juin à décembre de la même année.
Komura fut promu au grade de contre-amiral le premier novembre 1943. Nommé à la tête de l’état-major de la première escadre opérationnelle, il concourut à la bataille de la mer des Philippines en juin 1944. À la veille de la bataille du golfe de Leyte, qui se déroula en octobre suivant, il reçut le commandement de la première division aéronavale.
Le 16 novembre 1944, le croiseur léger Yahagi fut désigné comme vaisseau amiral du nouvel Escadron de Destroyers 2 (DesRon 2), placé sous le commandement du contre-amiral Komura. Le 6 avril 1945, ce dernier reçut l’ordre de mener l’opération Ten-Go, dont l’objectif était de frapper les forces amphibies américaines déployées près d’Okinawa. Le Yahagi fut ainsi enjoint d’escorter le cuirassé Yamato, quittant le mouillage de Tokushima pour une ultime mission, vouée à une issue funeste, contre l’armada ennemie.
Le 7 avril, à 12h20, la force Yamato subit l’assaut de vagues successives d’aéronefs ennemis — trois cent quatre-vingt-six appareils au total — appartenant à la Task Force 58. Parmi ceux-ci figuraient cent quatre-vingts chasseurs, soixante-quinze bombardiers en piqué et cent trente-et-un torpilleurs. 

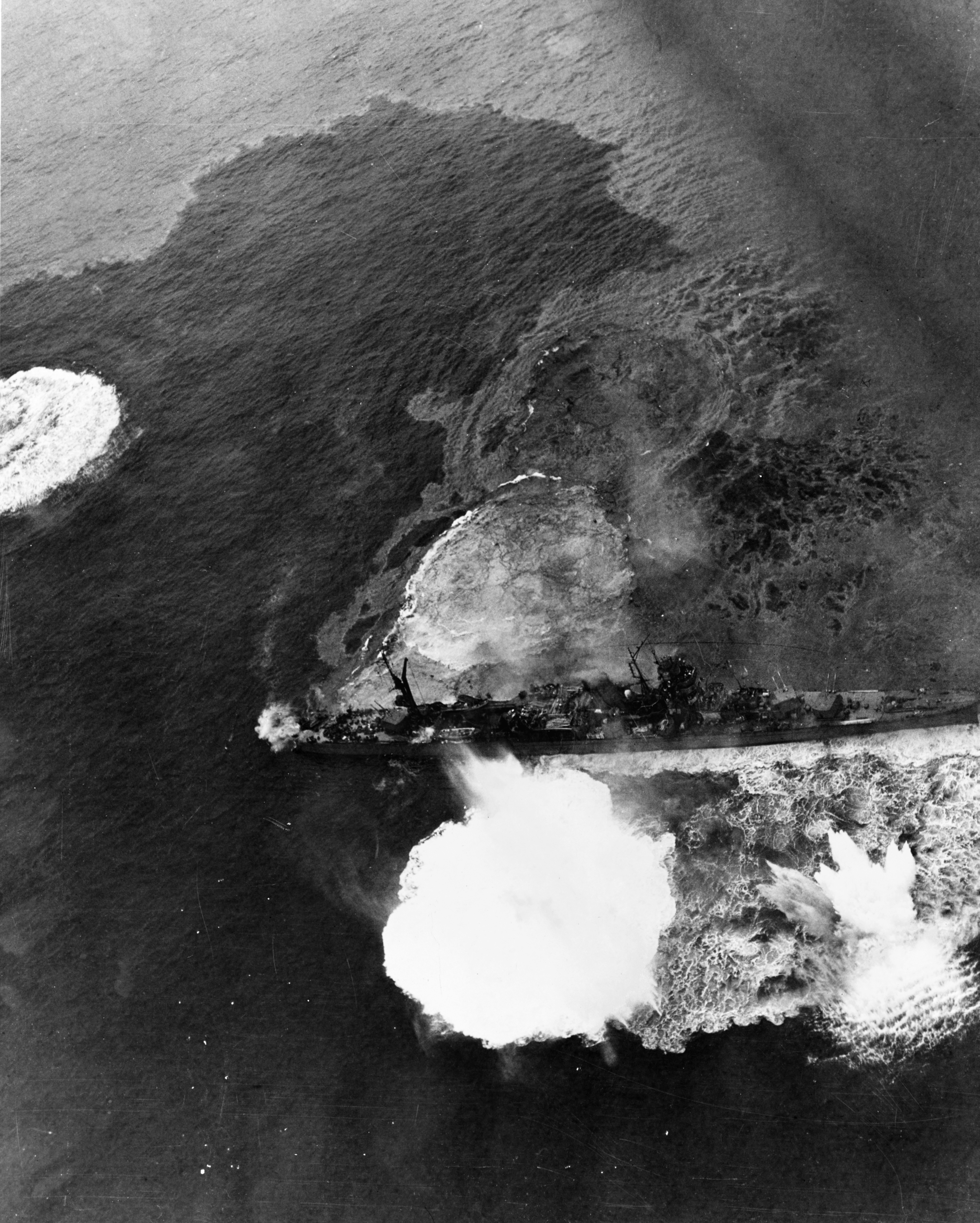
Le croiseur léger Yahagi sous une attaque intense de bombes et de torpilles.

À la 12h46, une torpille frappa le Yahagi en plein cœur de sa salle des machines, anéantissant du même coup tout le personnel s’y trouvant et réduisant le bâtiment à l’immobilité la plus absolue. Dès lors, privé de toute manœuvre, le navire devint une cible statique, frappé par au moins six autres torpilles et douze bombes au fil des assauts aériens répétés. Finalement, le Yahagi, après avoir lentement sombré par bâbord, s’abîma dans les flots à quatorze heures et cinq minutes, entraînant dans sa perte quatre cent quarante-cinq marins. Le capitaine Komura figurait parmi les rescapés, recueilli ultérieurement par le destroyer Yukikaze.
Rappelé au Japon au mois de mai, Komura fut affecté dans la baie de Tokyo, où il assuma le commandement du district naval de Yokosuka jusqu’au 30 novembre 1945.
Komura survécut au conflit mondial et vécut jusqu’en 1978. Dans le film nippon Yamato, réalisé en 2005, son personnage fut incarné par le comédien Hirotarō Honda.